# Llengües germàniques occidentals
Les llengües germàniques occidentals són un subgrup de la branca germànica de les llengües indoeuropees, el més important pel que fa al nombre de parlants.
A diferència de les llengües escandinaves, les germàniques occidentals no provenen d'una llengua originària comuna. Tanmateix, el fet d'agrupar-se no és només per conveniència geogràfica (al sud del mar del Nord, entre les escandinaves, les cèltiques, les romàniques i les eslaves) sinó també per moltes similituds i característiques compartides.

## Classificació
Tot i la jerarquització mostrada a continuació, les llengües germàniques occidentals presenten sovint un continu dialectal que en fa difícil la separació, i són dialectes físicament propers de llengües teòricament diferents intel·ligibles entre si.
- Grup ànglic (provinent de l'anglosaxó)
  - Anglès[2] (amb una significativa influència del francès, especialment en el vocabulari)
  - Escocès
- Frisó
- Baix alemany
  - Baix fràncic
    - Neerlandès
      - Afrikaans (amb influències africanes i malaies)

  - Baix saxó
  - Plautdietsch
- Alt alemany
  - Llengües centreoccidentals
    - Mittelfränkisch
    - Luxemburguès
    - Rheinfränkisch (Pfälzisch, Hessisch)

  - Llengües centreorientals
    - Thüringisch-Obersächsisch
    - Berlin-Brandenburgisch
    - Ostmitteldeutsche Dialektgruppe (Lausitzisch-Schlesisch)

  - Ostfränkisch
    - Mainfränkisch

  - Süd-Rheinfränkisch
  - Alamànic
    - Suabi (Schwäbisch)
    - Alsacià
    - Alemany suís

  - Bairisch
    - Südbairisch
    - Mittelbairisch
    - Nordbairisch

  - Ídix